# Leptotrygon veraguensis
La tortora quaglia dorsoliva o  tortora quaglia di Veragua (Leptotrygon veraguensis (Lawrence, 1866)) è un uccello della famiglia Columbidae, diffuso in America centrale. È l'unica specie nota del genere Leptotrygon.

## Descrizione

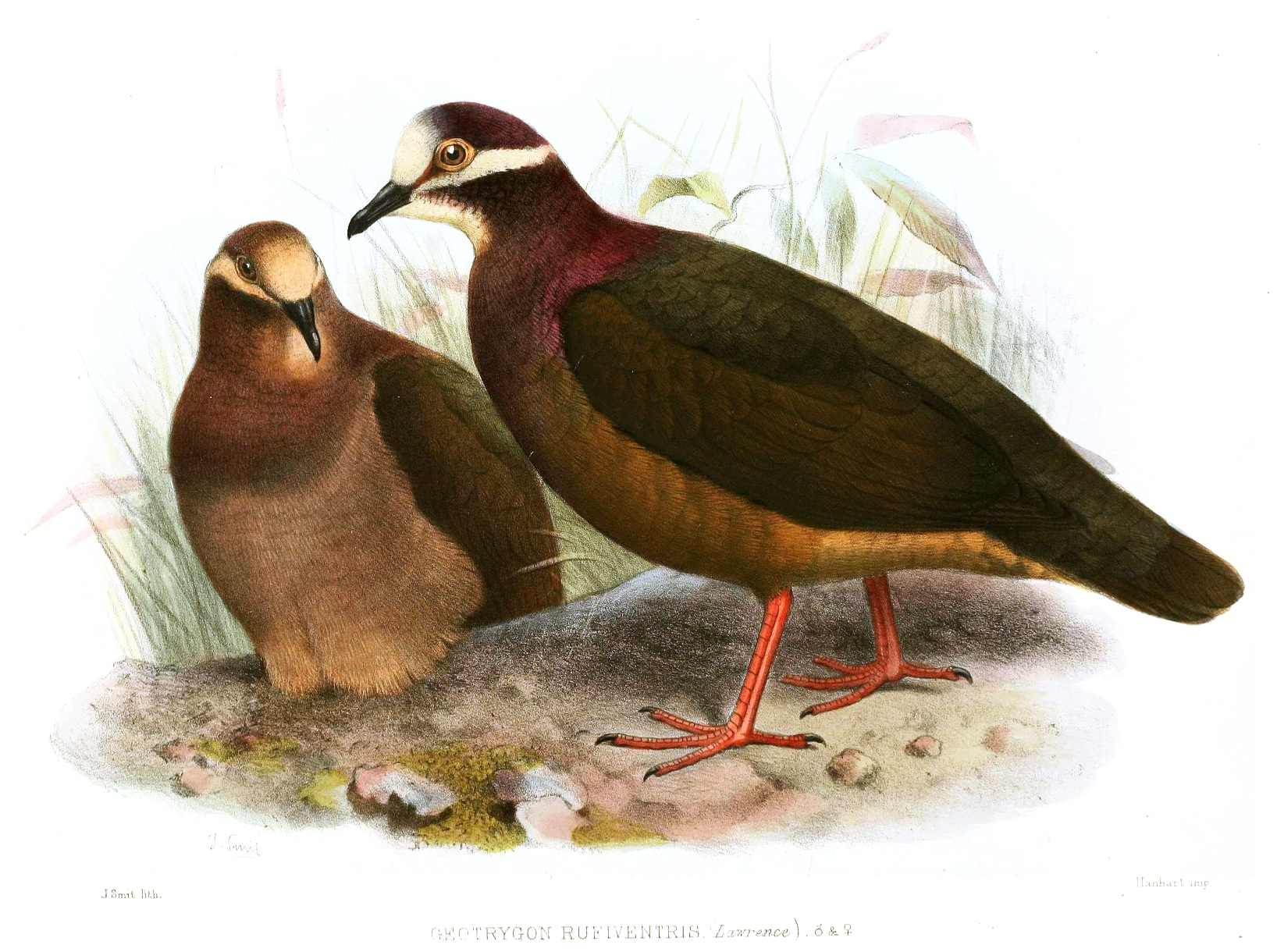

È un columbiforme di taglia medio-piccola, che raggiunge lunghezze di 21-24 cm, con un peso di 155 g.

## Biologia
È una specie onnivora che si nutre di semi, bacche e piccoli invertebrati.

## Distribuzione e habitat
La specie è presente in Colombia, Costa Rica, Ecuador, Nicaragua e Panama.